# Artur Benis
Artur Benis (ur. 3 grudnia 1865 w Krakowie, zm. 9 lipca 1932 tamże) – prawnik i ekonomista, historyk książki.

## Życiorys
W latach 1883–1888 studiował prawo na Uniwersytecie Jagiellońskim zakończone otrzymaniem tytułu doktora prawa w 1888. W latach 1894–1916 był sekretarzem Izby Przemysłowo-Handlowej w Krakowie. W 1914 roku był członkiem Naczelnego Komitetu Narodowego. W latach 1915–1919 przyczynił się do wykupienia i przejęcia kontroli nad górnośląskimi kopalniami węgla kamiennego. Jeden z inicjatorów założenia Akademii Górniczo-Hutniczej. W 1919 mianowany profesorem UJ, pracował w Biurze Prac Kongresowych w Paryżu, a w 1920 został pełnomocnikiem rządu do spraw górnośląskich. W latach 1919–1932 był pełnomocnikiem Rady Zawiadowczej Jawornickich Kopalń Węgla. Od 18 lutego 1919 był członkiem zarządu Banku Galicyjskiego dla Handlu i Przemysłu w Krakowie, a także Wydziału Wielkiego Kasy Oszczędności Miasta Krakowa. Był członkiem Towarzystwa Przyjaciół Biblioteki Jagiellońskiej i Towarzystwa Miłośników Książki w Krakowie. Autor prac z zakresu polityki gospodarczej państwa i historii kultury zwłaszcza drukarstwa. Opublikował w  1887 Ochrona praw autorskich w dawnej Polsce, Postępek prawa czartowskiego przeciw narodowi ludzkiemu 1570 w 1890,  w latach 1890–1891 Materiały do dziejów drukarstwa i księgarstwa w Polsce, a w 1905 Muzeum Przemysłowe w Krakowie. Był jednym z redaktorów współtworzących Czasopismo Prawnicze i Ekonomiczne. 
Uwieczniony przez Romana Brandstaettera w sztuce "Ja jestem Żyd z Wesela". Przy ulicy Starowiślnej kancelarię adwokacką prowadził dr Artur Benis, swoje biuro utrzymywał do 1903 w kamienicy nr 4, w 1904 przeprowadził się na ul. Wielopole, jego kancelaria przeprowadziła w 1905 rozwód Hirsza Singera. W 1906 przeniósł się z kancelarią adwokacką do reprezentacyjnego, nowo wybudowanego gmachu Izby Przemysłowo-Handlowej przy ul. Długiej 1, kancelarię adwokacką prowadził do 1914 do wybuchu wojny.
2 maja 1897 ożenił się z Heleną Rapoport (1874–1945). Był ojcem trzech synów: Adama, Ludwika Stefana (1900–1939) i Antoniego Augusta (1901–1994). Pochowany na cmentarzu Rakowickim w kwaterze XIIa.

## Odznaczenie
- Krzyż Kawalerski Orderu Franciszka Józefa (1906)[3]